# A tu per tu
Pour plus de détails, voir Fiche technique et Distribution.
A tu per tu est un film italien réalisé par Sergio Corbucci, sorti en 1984.

## Fiche technique
- Titre : A tu per tu
- Réalisation : Sergio Corbucci
- Scénario : Luciano Vincenzoni et Sergio Donati
- Photographie : Danilo Desideri
- Musique : La Bionda
- Montage : Ruggero Mastroianni
- Producteurs : Luciano De Deo et Carlo Valerio
- Pays d'origine :  Italie
- Genre : Comédie
- Date de sortie : 1984

## Distribution
- Johnny Dorelli : Emanuele Sansoni
- Paolo Villaggio : Gino Sciaccaluga
- Adriano Pappalardo : l'amoureux d'Elvira
- Marisa Laurito : Elvira Sciaccaluga
- Franco Ressel : Notaire
- Moana Pozzi : Blonde sur le yacht
- Mario Donatone : Pilote français d'hélicoptère